# Blue Moon (nau espacial)

Concepte d'operacions Artemis V HLS, la imatge mostra tots els llançaments necessaris per a la missió d'aterratge lunar Artemis V. La imatge és de la pàgina 12 de la font, convertida de PDF a SVG mitjançant Inkscape.

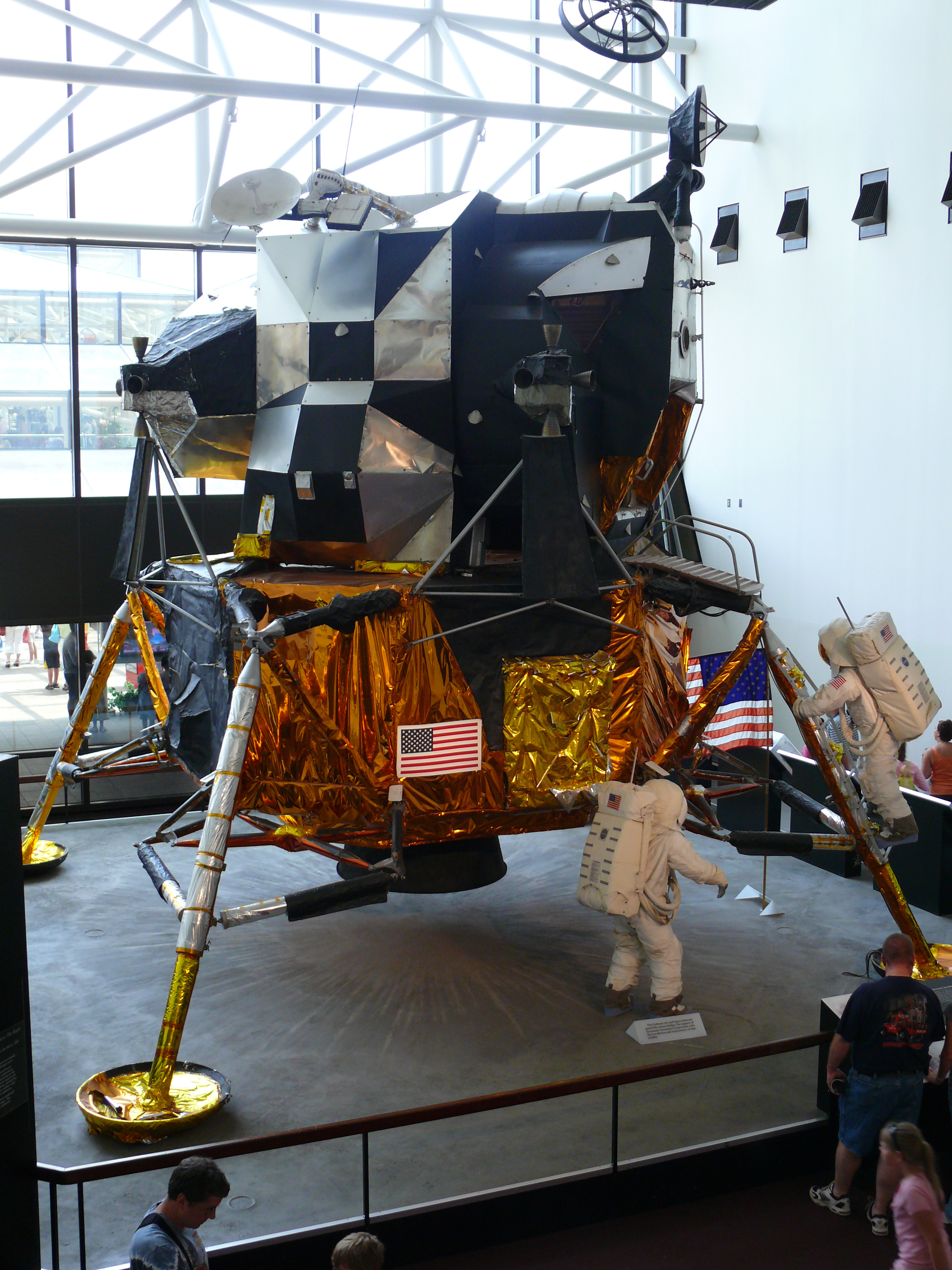
Mòdul lunar Apol·lo, LM 2 al National Air and Space Museum, Washington DC.

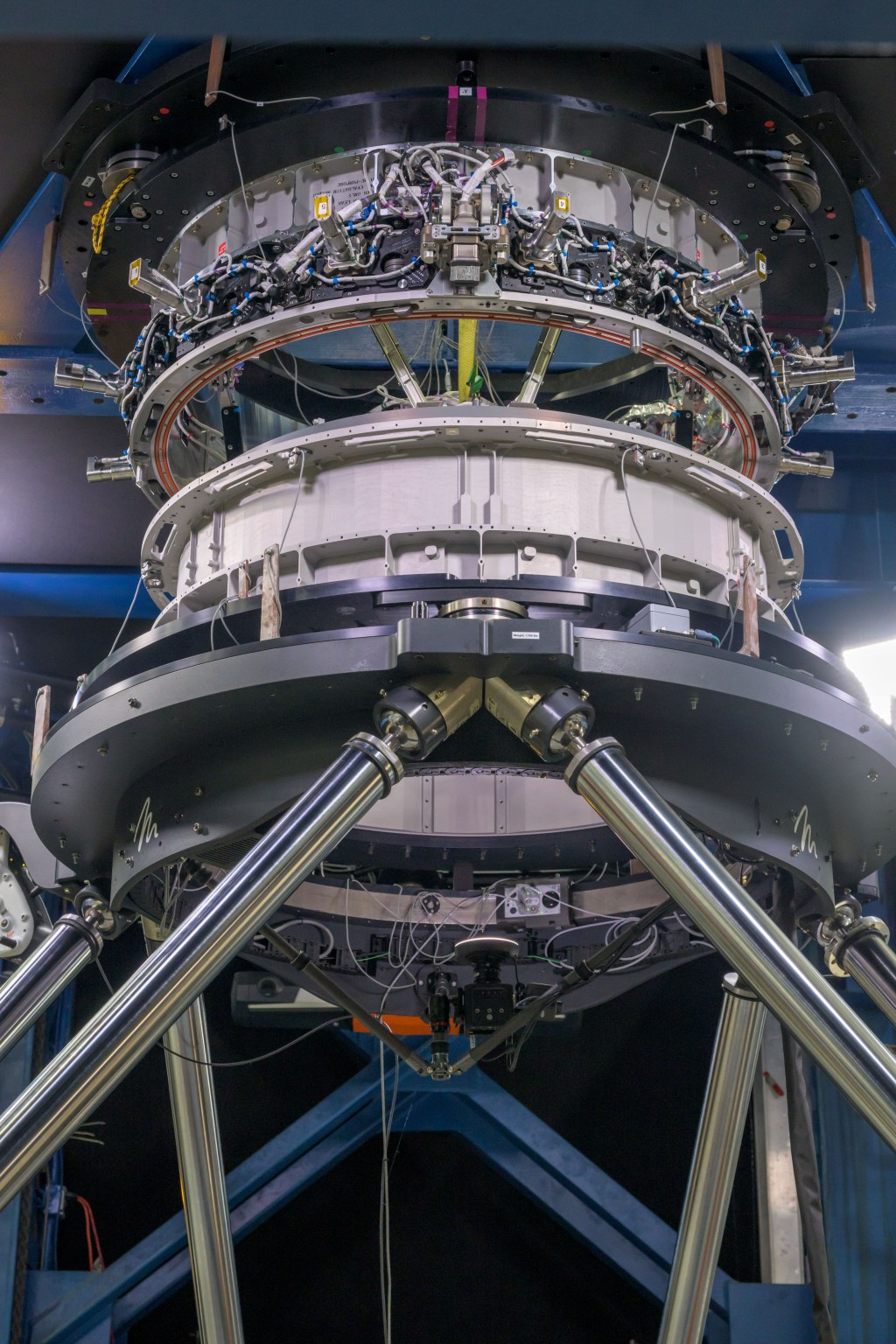
Sistema d'acoblament Starship HLS 2024, prova de la NASA del sistema d'acoblament Starship HLS com a part del desenvolupament d'Artemis III

Blue Moon és una família d'aterradors lunars i la seva infraestructura associada, destinada a transportar humans i càrrega a la Lluna, en desenvolupament per un consorci liderat per Blue Origin i que inclou Lockheed Martin, Draper, Boeing, Astrobotic i Honeybee Robotics. S'estan desenvolupant dues versions de Blue Moon: un aterratge robòtic previst per aterrar a la Lluna el 2024, i un aterratge humà més gran previst per aterrar una tripulació de quatre astronautes a la superfície lunar per a la missió Artemis V de la NASA. el 2029.
El desenvolupament de l'aterratge més petit i sense tripulació va començar el 2016 i es va revelar públicament el 2017. Es preveu que sigui capaç de lliurar fins a 3.0 tones (3.3 tones short) de càrrega útil a la superfície de la Lluna. Originalment concebut com una manera d'adquirir experiència amb els aterratges lunars i donar suport al desenvolupament tecnològic, MK 1 també es comercialitza independentment de MK2. L'aterrador s'ha proposat per a una sèrie de funcions projectades; un objectiu inicial era un aterratge lunar al pol sud, on es va proposar que es poguessin utilitzar una sèrie d'aterratges per oferir la infraestructura d'una base lunar. Lluna Blava va formar la base d'una part de l'Integrated Lander Vehicle, una proposta d'aterratge humà, però no va ser escollida per al programa Artemis HLS.

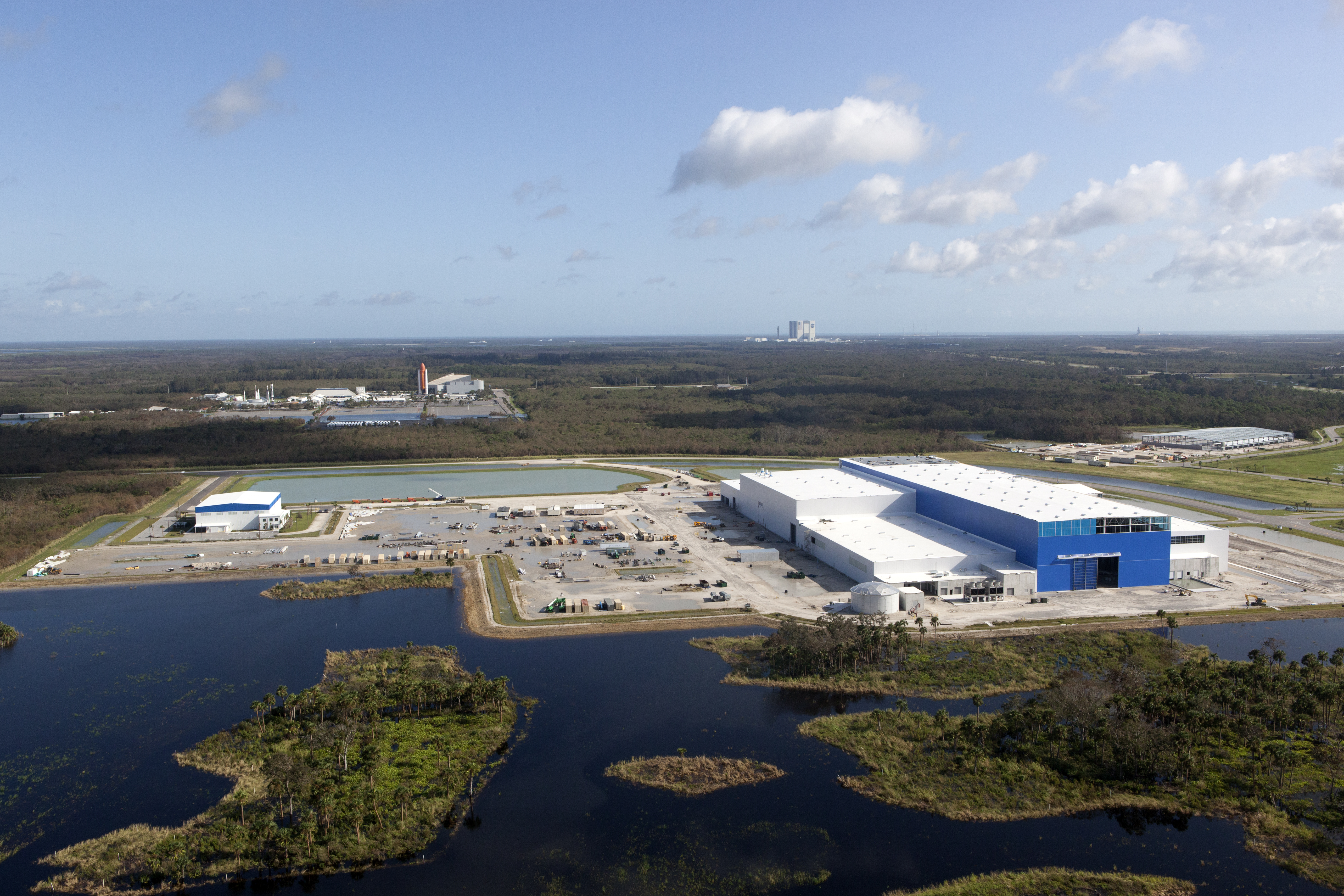
El lloc de construcció de Blue Origin a Exploration Park es veu durant una prospecció aèria del Centre Espacial Kennedy de la NASA a Florida el 12 de setembre de 2017.

L'aterratge humà, conegut com MK2, va ser escollit per la NASA com a guanyador del contracte del sistema d'aterratge humà per al desenvolupament lunar sostenible el maig de 2023. És el segon aterratge lunar humà sota contracte per la NASA per al programa Artemis HLS, juntament amb Starship HLS. Està pensat per portar fins a 4 astronautes a la superfície lunar durant un màxim de 30 dies en una configuració totalment reutilitzable, amb una variant de càrrega també prevista. L'aterratge està dissenyat per combinar-se amb un remolcador espacial anomenat Cislunar Transporter, que serà construït per Lockheed Martin. El transportador Cislunar es llança en dues parts, un remolcador i un camió cisterna, a l'òrbita baixa de la Terra abans de repostar la Lluna Blava en una òrbita d'halo lunar gairebé rectilínia. Tant l'MK2 com el Cislunar Transporter seran propulsats per tres motors BE-7 que cremen combustible d'hidrogen líquid i oxidant d'oxigen líquid. Tenen la intenció de fer ús de noves tecnologies de gestió de fluids criogènics en desenvolupament, incloses les que permeten l'emmagatzematge a llarg termini en òrbita dels seus propulsors criogènics.

## Descripció
Diversos dissenys de naus espacials s'inclouen al programa Blue Moon. Aquests inclouen el Mark 1, el Mark 2 i el Cislunar Transporter. A més, el motor de coet líquid BE-7 està en desenvolupament i prova, i està pensat per ser utilitzat en cadascuna d'aquestes naus espacials.

### Marc 1
Blue Moon MK1, impulsat per un sol motor BE-7, és un aterratge lunar autònom previst per poder lliurar i suportar càrrega a la superfície de la Lluna. La nau espacial MK1 és 8.05 m (26,4 peus) d'alçada i 3.08 m (10,1 peus) de diàmetre, amb una massa de combustible de 21,350 kg (47.070 lb). La nau espacial Amb una capacitat de càrrega útil que arriba a 3.0 tones (3.3 tones short), els usos suggerits per a MK1 inclouen el lliurament de rovers lunars, així com una "estació base" que serviria com a avançada d'energia i comunicacions per a l'exploració lunar. Blue Moon Mk1 s'utilitzarà com a plataforma per a la càrrega útil de les càmeres estèreo de la NASA per als estudis de superfície lunar (SCALPSS). El motor d'alta empenta de Blue Moon s'utilitzarà per estudiar les interaccions entre els plomalls d'escapament dels coets i la superfície lunar. Les missions de demostració tecnològica sense tripulació i de reducció de riscos amb MK1 s'han de dur a terme el 2024 i el 2025. A partir del 2023, aquestes missions també estan programades per tenir lloc com a màxim el 2026. Els ordinadors de vol, l'aviònica, el sistema de control de reaccions i el sistema de potència de l'MK 1 han de ser en comú amb els utilitzats a l'MK 2.

### Marc 2
Blue Moon MK2 portarà 4 astronautes a la Lluna, durant un màxim de 30 dies alhora, començant amb la missió Artemis 5 de la NASA, prevista per al 2029. L'aterratge de la Lluna Blava ha de ser capaç de realitzar aterratges lunars amb tripulació de fins a 30 dies, a l'espera d'un vol de demostració sense tripulació programat per al 2027. Aquest vol sense tripulació serà una demostració completa de la part HLS de la missió Artemis 5, inclosos els sistemes de suport vital de l'aterrador, que veuria l'aterratge tornar a l'òrbita d'halo gairebé rectilínia després de sortir de la superfície lunar. També està prevista una variant de l'aterratge dissenyada per transportar càrrega, capaç de transportar una càrrega útil de fins a 20 t (44,000 lb) a la superfície de la Lluna en una configuració reutilitzable o 30 t (66,000 lb) en una missió unidireccional.

### Transportador Cislunar
Lockheed Martin dissenyarà i operarà un remolcador espacial reutilitzable anomenat Transportador Cislunar com a part de l'arquitectura de la Lluna Blava. El transportador Cislunar consta de dues parts, un remolcador, amb 3 motors BE-7, i un camió cisterna, que s'han de llançar cadascuna amb un coet portador New Glenn abans d'acoblar-se per formar un sol vehicle. Després de muntar aquests components, el vehicle s'ha de alimentar amb les etapes superiors de New Glenn transferint oxigen líquid i propulsors d'hidrogen líquid. Aleshores, el transportador viatjarà a una òrbita d'halo gairebé rectilínia, on s'acoblarà i alimentarà l'aterratge de la Lluna Blava. Lockheed Martin ha suggerit que el transportador Cislunar també es podria utilitzar per donar servei a altres clients. El mateix sistema de zero-boil-off destinat a Blue Moon també estarà present al Transporter.

### BE-7
Les dues variants de Blue Moon, així com el Cislunar Transporter, seran impulsades pel motor d'oxigen líquid/hidrogen líquid BE-7 actualment en desenvolupament. L'MK1 ha d'utilitzar un sol motor, mentre que les altres naus n'han d'utilitzar tres. El BE-7 crema els seus propulsors, triats en part perquè es poden produir a la superfície de la Lluna a partir del gel lunar, en el cicle dual expansor, on cada propel·lent flueix a través del motor, guanyant energia tèrmica, que després és s'utilitza per fer girar turbines, proporcionant energia per bombejar propelent a la cambra de combustió. El motor BE-7 està dissenyat per produir un màxim de 44 kN (10.000 lbf) d'empenta i accelerar cap avall per produir tan sols 8.9 kN (2,000 lbf) d'empenta. A més d'aquesta capacitat de "acceleració profunda", també està pensada per ser altament eficient, amb un impuls específic elevat i poder reiniciar-se diverses vegades. El BE-7 es fa de manera additiva, amb components com l'injector que es fabriquen additivament en una sola peça. El broquet refrigerat regenerativament es compon d'una jaqueta de superaliatge de níquel, soldada al buit sobre un revestiment de coure i formada hidràulicament en la forma de campana del broquet.

## Història

### Nau espacial robòtica
El treball de disseny d'un aterratge lunar robòtic Blue Origin va començar el 2016. La plataforma d'aterratge es va revelar públicament per primera vegada el març de 2017, amb una capacitat de càrrega útil lliurada a la superfície lunar de 4,500 kg (10.000 lb). En aquell moment es projectava que la primera missió d'aterratge lunar tingués lloc el 2020. L'abril de 2017, el president de Blue Origin , Rob Meyerson, va declarar que l'aterratge podria ser llançat per diversos vehicles de llançament, inclosos el New Glenn de Blue Origin, l'Atlas V, el sistema de llançament espacial de la NASA o el vehicle de llançament Vulcan. En una entrevista de maig de 2018, el CEO de Blue Origin, Jeff Bezos, va indicar que Blue Origin construiria Blue Moon per si sol, amb finançament privat, però que el ritme del projecte augmentaria si l'agència espacial governamental s'associés amb la companyia. Bezos va esmentar la Directiva espacial 1, que va orientar la NASA a perseguir missions lunars, i el seu suport al concepte Moon Village, "una proposta promoguda pel cap de l'Agència Espacial Europea Jan Woerner per a la cooperació entre països i empreses per cooperar... sobre les capacitats lunars".

### Vehicle Lander integrat
L'octubre de 2019, l'equip nacional d'origen blau, Lockheed Martin, Northrop Grumman i Draper Laboratory van anunciar que col·laboraria per crear una proposta per al " Human Landing System " (HLS) per al programa Artemis de la NASA. Blue Origin havia de servir com a contractista principal, amb una variant del seu Blue Moon Lunar Lander servint com a etapa de descens. Lockheed Martin construiria l'etapa d'ascens, en part basant-se en la seva càpsula de tripulació Orion. Northrop Grumman construiria una etapa de transferència basada en la seva nau espacial Cygnus. Es va projectar que l'aterratge es llançaria al vehicle de llançament Blue Origin New Glenn.

### Aterratge amb tripulació per al desenvolupament lunar
El maig de 2023, la NASA va seleccionar Blue Moon com el segon aterratge adquirit sota el programa Artemis HLS, a l'apèndix P de l'estructura de contractació NextSTEP-2, també coneguda com a Sustaining Lunar Development. La Lluna Blava va ser proposada per un equip nacional renovat, amb una composició lleugerament diferent a la que havia desenvolupat l'Integrated Lander Vehicle. El valor total del contracte va ser d'aproximadament 3.400 milions de dòlars EUA; Blue Origin va declarar que proporcionava almenys aquesta quantitat de finançament al projecte Blue Moon. Blue Moon havia competit amb èxit amb el Dynetics ALPACA pel contracte; La NASA va declarar que el menor cost i les fortaleses tècniques de Blue Moon van portar a la seva selecció. L'apèndix P havia estat obert a licitació, amb l'excepció de SpaceX, que havia rebut un contracte similar sota l'opció B de l'apèndix H de NextSTEP-2, tal com estava previst en el contracte HLS original.